# Cadel Evans Great Ocean Road Race
Cadel Evans Great Ocean Road Race är ett australiskt endagslopp i landsvägscykling som avhålls årligen i och kring Geelong i delsataten Victoria sedan 2015 och som tillkom på initiativ av den tidigare världsmästaren och Tour de France-vinnaren Cadel Evans (i samarbete med Scott Sunderland). Loppet, som avhålls i en herrupplaga och en damupplaga sedan starten, ingår i UCI World Tour (herrar) sedan 2017 respektive UCI Women's World Tour (damer) sedan 2020. Upplagorna 2021 och 2022 ställdes in på grund av coronapandemin. Herr- och damloppen körs i anslutning till varandra runt månadsskiftet januari/februari. Damloppet bytte 2024 namn till Deakin University Elite Women's Road Race.

## Podieplaceringar
| År   | Vinnare          | Tvåa               | Trea              |          |
| ---- | ---------------- | ------------------ | ----------------- | -------- |
| 2015 | Gianni Meersman  | Simon Clarke       | Nathan Haas       |          |
| 2016 | Peter Kennaugh   | Leigh Howard       | Niccolò Bonifazio |          |
| 2017 | Nikias Arndt     | Simon Gerrans      | Cameron Meyer     |          |
| 2018 | Jay McCarthy     | Elia Viviani       | Daryl Impey       |          |
| 2019 | Elia Viviani     | Caleb Ewan         | Daryl Impey       |          |
| 2020 | Dries Devenyns   | Pavel Sivakov      | Daryl Impey       |          |
| 2021 | inställt         | inställt           | inställt          | inställt |
| 2022 | inställt         | inställt           | inställt          | inställt |
| 2023 | Marius Mayrhofer | Hugo Page          | Simon Clarke      |          |
| 2024 | Laurence Pithie  | Natnael Tesfatsion | Georg Zimmermann  |          |
| 2025 | Mauro Schmid     | Aaron Gate         | Laurence Pithie   |          |

| År                                        | Vinnare              | Tvåa                 | Trea                  |          |
| ----------------------------------------- | -------------------- | -------------------- | --------------------- | -------- |
| Cadel Evans Great Ocean Road Race Women   |                      |                      |                       |          |
| 2015                                      | Rachel Neylan        | Valentina Scandolara | Tessa Fabry           |          |
| 2016                                      | Amanda Spratt        | Rachel Neylan        | Danielle King         |          |
| 2017                                      | Annemiek van Vleuten | Ruth Winder          | Mayuko Hagiwara       |          |
| 2018                                      | Chloe Hosking        | Gracie Elvin         | Giorgia Bronzini      |          |
| 2019                                      | Arlenis Sierra       | Lucy Kennedy         | Amanda Spratt         |          |
| 2020                                      | Liane Lippert        | Arlenis Sierra       | Amanda Spratt         |          |
| 2021                                      | inställt             | inställt             | inställt              | inställt |
| 2022                                      | inställt             | inställt             | inställt              | inställt |
| 2023                                      | Loes Adegeest        | Amanda Spratt        | Nina Buysman          |          |
| Deakin University Elite Women's Road Race |                      |                      |                       |          |
| 2024                                      | Rosita Reijnhout     | Dominika Włodarczyk  | Cecilie Uttrup Ludwig |          |
| 2025                                      | Ally Wollaston       | Karlijn Swinkels     | Noemi Rüegg           |          |